# Joanna Brabancka
Joanna Brabancka (ur. 24 czerwca 1322; zm. 1 listopada 1406 w Brukseli) – pochodząca z dynastii z Louvain księżna Brabancji i Limburgii (od 1355 do 1406).
Joanna była córką księcia Jana III i Marii d’Évreux. W 1334 poślubiła hrabiego Holandii i Hainaut Wilhelma. Z tego związku narodził się syn Wilhelm, który zmarł w dzieciństwie. Po śmierci pierwszego męża, w marcu 1352 poślubiła księcia Luksemburga Wacława I. Małżeństwo okazało się bezpotomne.
Jej ojciec zmarł w grudniu 1355. W styczniu 1356 Joanna wraz z mężem podczas uroczystego wjazdu do Brukseli potwierdziła kartę przywilejów stanowych stworzoną jeszcze przez jej ojca i nazwaną od chwili, w której została przez nią podpisana Joyeuse Entrée. Akt ten miał między innymi zapobiec podziałowi księstwa między córki Jana III i stał się podstawą ustrojową Brabancji na kolejne 433 lata. Tego postanowienia nie zaakceptował mąż jej młodszej siostry Małgorzaty Ludwik II de Male i zaatakował Brabancję. Z pomocą cesarza Karola IV Joanna zdołała zachować swój stan posiadania.
Joanna uregulowała kwestię następstwa w układach z maja i września 1404. Jej następcami zostali jej siostrzenica Małgorzata, córka Ludwika II de Male i żona księcia Burgundii Filipa Śmiałego, oraz jej syn Antoni I Brabancki. Małgorzata zmarła 21 marca 1405, a więc przed Joanną. W kwietniu 1405 zawarto nowy układ dostosowujący postanowienia do okoliczności.